# Anna Yegórova
Anna Aleksándrovna Timoféyeva-Yegórova (en ruso: Анна Александровна Тимофеева-Егорова; Volodovo, Imperio ruso, 23 de septiembre de 1916 – Moscú, Rusia, 29 de octubre de 2009) fue una piloto de combate de la Fuerza Aérea Soviética que participó en la Segunda Guerra Mundial. Realizó un total de 277 salidas de combate que incluyeron misiones de enlace, reconocimiento y ataque a tierra antes de convertirse en prisionera de guerra cuando su Il-2 fue derribado por los alemanes. En 1965 recibió el título de Héroe de la Unión Soviética.

## Biografía

### Infancia y juventud
Anna Yegórova nació el 23 de septiembre de 1916 en la pequeña localidad rural de Volodovo —en esa época situado en la gobernación de Tver en el Imperio ruso, actualmente ubicado en la óblast de Tver en Rusia—, en el seno de una familia de campesinos rusos. Ocho de sus quince hermanos murieron cuando eran bebés. Su padre, Aleksandr Yegorov, luchó en la Primera Guerra Mundial y en la Guerra civil rusa al lado de los bolchevique. El estrés del combate y otras penurias que sufrió durante su servicio militar deterioraron su salud y en 1925 murió a los 49 años.
Después de siete años de escuela, se unió a la empresa de construcción Mosmetrostroy, donde trabajó como siderúrgica y luego como alicatadora en la construcción de la estación del metro de Moscú «Krasnye Vorota». Su trabajo en la construcción le permitió estudiar en el aeroclub Mosmetrostroy.
En 1938, le recomendaron que asistiera a la escuela de vuelo de Uliánovsk, pero pronto fue expulsada debido a que uno de sus hermanos fue arrestado como «enemigo del pueblo». Después de su expulsión, trabajó como asistente contable en una fábrica de tejidos en Smolensk, mientras daba clases particulares a los miembros del club de vuelo de la fábrica. Luego la enviaron a estudiarr a la escuela de vuelo de Jersón, de la que se graduó en 1939. Poco después, se convirtió en instructora de vuelo del aeroclub municipal de Kalinin.

### Segunda Guerra Mundial

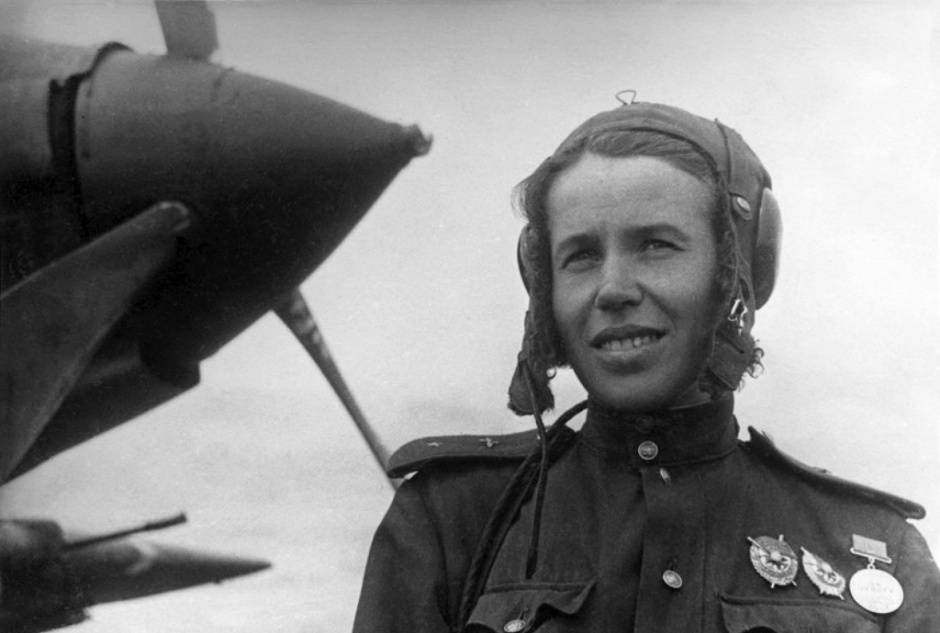
La capitán Anna Yegórova en un artículo publicado en el periódico Verdad Polar N.º 159 (4850) del 3 de agosto de 1943

Después del inicio de la Operación Barbarroja, la invasión alemana de la Unión Soviética, se ofreció como voluntaria para el servicio de combate.De 1941 a 1942, voló 236 misiones de reconocimiento y entrega para el 130.º Escuadrón de Enlace Aéreo en un Polikarpov Po-2, y posteriormente recibió la Orden de la Bandera Roja por su distinguido servicio.
Después de un accidente aéreo, que se determinó que fue un error del piloto, Yegórova fue transferida a un regimiento aéreo de entrenamiento. En 1943, fue nuevamente transferida en este caso al 805.º Regimiento de Aviación de Ataque, donde voló 41 misiones de combate en el avión de ataque a tierra, Ilyushin Il-2. Estas misiones incluyeron las batallas sobre la península de Tamán, Crimea y Polonia.
Durante una misión el 22 de agosto de 1944, mientras se encontraba en una formación de ataque de diez aviones sobre la cabeza de puente de Magnuszew, cerca de Varsovia, su avión fue alcanzado por fuego antiaéreo. Su artillero, Evdokia «Dusya» Alekseevna Nazarkina, murió en el ataque.Con su artillero muerto y el avión gravemente dañado, Yegórova saltó del avión mientras este estaba invertido y sufrió graves quemaduras térmicas. Su paracaídas se abrió solo parcialmente y volvió a resultar gravemente herida al aterrizar.
Fue capturada por el ejército alemán y llevada a un campo de prisioneros de guerra donde sus heridas fueron tratadas por el Dr. Georgy Sinyakov. Mientras tanto en su base aérea, se la dio por muerta y se la recomendó para recibir el título de Héroe de la Unión Soviética, pero no lo recibió hasta 1965.
El 31 de enero de 1945, las fuerzas soviéticas liberaron el campo de prisioneros de Küstrin donde se encontraba retenida. Fue interrogada como posible traidora durante once días en un campo de filtración del NKVD para prisioneros soviéticos retornados. Finalmente, fue puesta en libertad, aunque poco después fue dada de alta en la Fuerza Área y pasó a la reserva.

### Posguerra
Después de ser dada de baja de las fuerzas armadas, se casó con Viacheslav Timofeiev, el comandante de su división aérea, y tuvo dos hijos llamados Piotr e Ígor. Fue objeto de un artículo destacado en el periódico cultural Literatúrnaya Gazeta en 1961 y, en 1965, recibió el título de Héroe de la Unión Soviética. Murió en Moscú el 29 de octubre de 2009.

## Condecoraciones

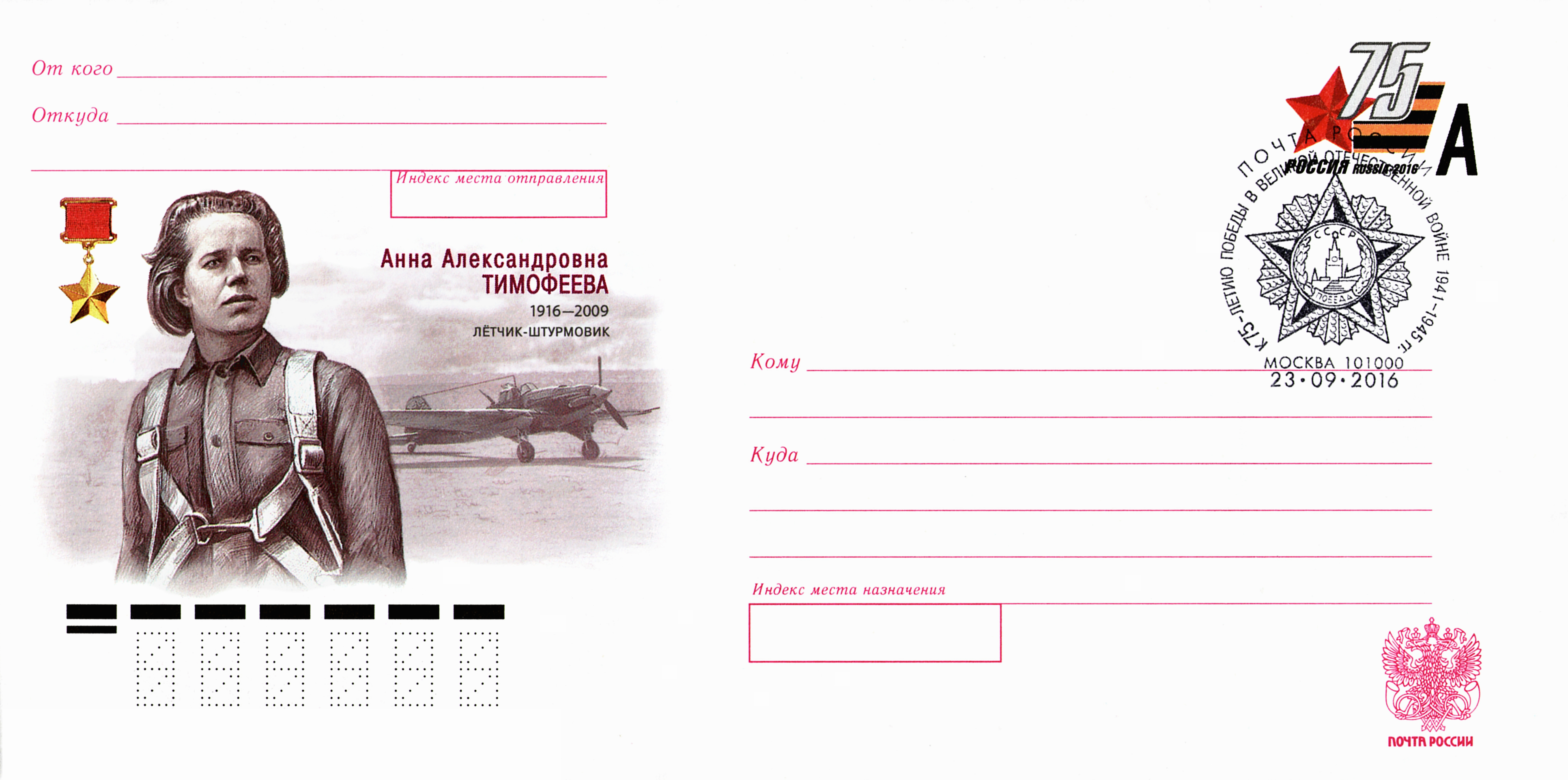
Sobre postal de Rusia emitido en 2016 para conmemorar el centenario del nacimiento de Anna Yegórova.

A lo largo de su carrera militar fue galardonada con las siguientes condecoraciones:
|  | Héroe de la Unión Soviética (6 de mayo de 1965)                                                 |
|  | Orden de Lenin (6 de mayo de 1965)                                                              |
|  | Orden de la Bandera Roja, dos veces (20 de febrero de 1942 y 26 de mayo de 1943)                |
|  | Orden de la Guerra Patria de 1.er grado dos veces (23 de febrero de 1948 y 11 de marzo de 1985) |
|  | Medalla al Valor (4 de mayo de 1943)                                                            |
|  | Orden al Mérito de la República de Polonia (1960)                                               |

## Biografía
- Cottam, Kazimiera (1998). Women in War and Resistance: Selected Biographies of Soviet Women Soldiers (en inglés). Nepean, Canada: New Military Publishing. ISBN 0968270220. OCLC 674661411.
- Noggle, Anne (1994). A dance with death: Soviet airwomen in World War II (en inglés) (1.ª edición). Texas A & M University Press. ISBN 0-89096-601-X. OCLC 29878340.
- Simonov, Andréi; Chudinova, Svetlana (2017). Женщины - Герои Советского Союза и России (en ruso). Moscú: Russian Knights Foundation, Museum of Technology V. Zadorozhny. ISBN 9785990960701. OCLC 1019634607.

- Datos: Q2314736
- Multimedia: Anna Alexandrovna Yegorova / Q2314736